# Život – národná strana
Život – národná strana (zkratka ŽIVOT, česky Život – národní strana) je slovenská krajně pravicová křesťanskodemokratická politická strana. Strana vznikla po odchodu několika členů KDH, kteří nesouhlasili se směřováním hnutí. Od roku 2019 do roku 2021 strana nesla název Kresťanská demokracia – Život a prosperita. Předsedou strany je Tibor Pénzeš.

## Historie
V letech 2019-2020 strana spolupracovala se SNS, v parlamentních volbách v roce 2020 potom členové strany kandidovali na kandidátkách ĽSNS, se kterou se později kvůli dlouhotrvajícím neshodám rozešli a opustili její poslanecký klub. V roce se ŽIVOT sloučila se stranou Doma dobre. Od června 2023 opět spolupracuje se SNS.
V parlamentních volbách v roce 2023 členové strany kandidovali jako nezávislí na kandidátce SNS, která obdržela 5,62 % hlasů. Tomáš Taraba a otec Štefan a syn Filip Kuffovi byli opět zvoleni poslanci. Taraba se následně stal vicepremiérem a ministrem životního prostředí ve čtvrté vládě Roberta Fica, Štefan Kuffa se stal státním tajemníkem na Ministerstvu kultury a Filip Kuffa se stal státním tajemníkem na Ministerstvu životního prostředí. Všichni byli následně v Národní radě nahrazeni náhradníky z kandidátky SNS.

## Volební výsledky

### Národní rada Slovenské republiky
| Volby | Hlasy   | Hlasy   | Mandáty | Mandáty | Pozice | Postavení |
| Volby | Počet   | %       | Počet   | ±       | Pozice | Postavení |
| ----- | ------- | ------- | ------- | ------- | ------ | --------- |
| 2020  | za ĽSNS | za ĽSNS | 3/150   | 3       | 8.     | Opozice   |
| 2023  | za SNS  | za SNS  | 3/150   | ▬0      | ▲7.    | Vláda     |